# 宇多津站
宇多津車站（日语：／ Utazu eki */?）是一位於日本香川縣綾歌郡宇多津町、隸屬於四國旅客鐵道（JR四國）的鐵路車站，車站編號為Y09。宇多津車站是予讚線、本四備讚線與瀨戶大橋線的車站，亦是四國內最接近東京的車站。
根據日本鐵路的慣例，所有列車的行車方向以東京為基準點，遠離東京方向，稱為「下行」；而面向東京的，則為「上行」。自從瀨戶大橋通車後，四國內所有車站，以本站為最接近東京，因此由本站出發往四國其他車站，皆稱為「下行」；只有沿大橋返回本州（在此情況，則為兒島站），才能稱為「上行」。本站是JR四國中使用人數最多的20個車站之一，2014年度排名第8。

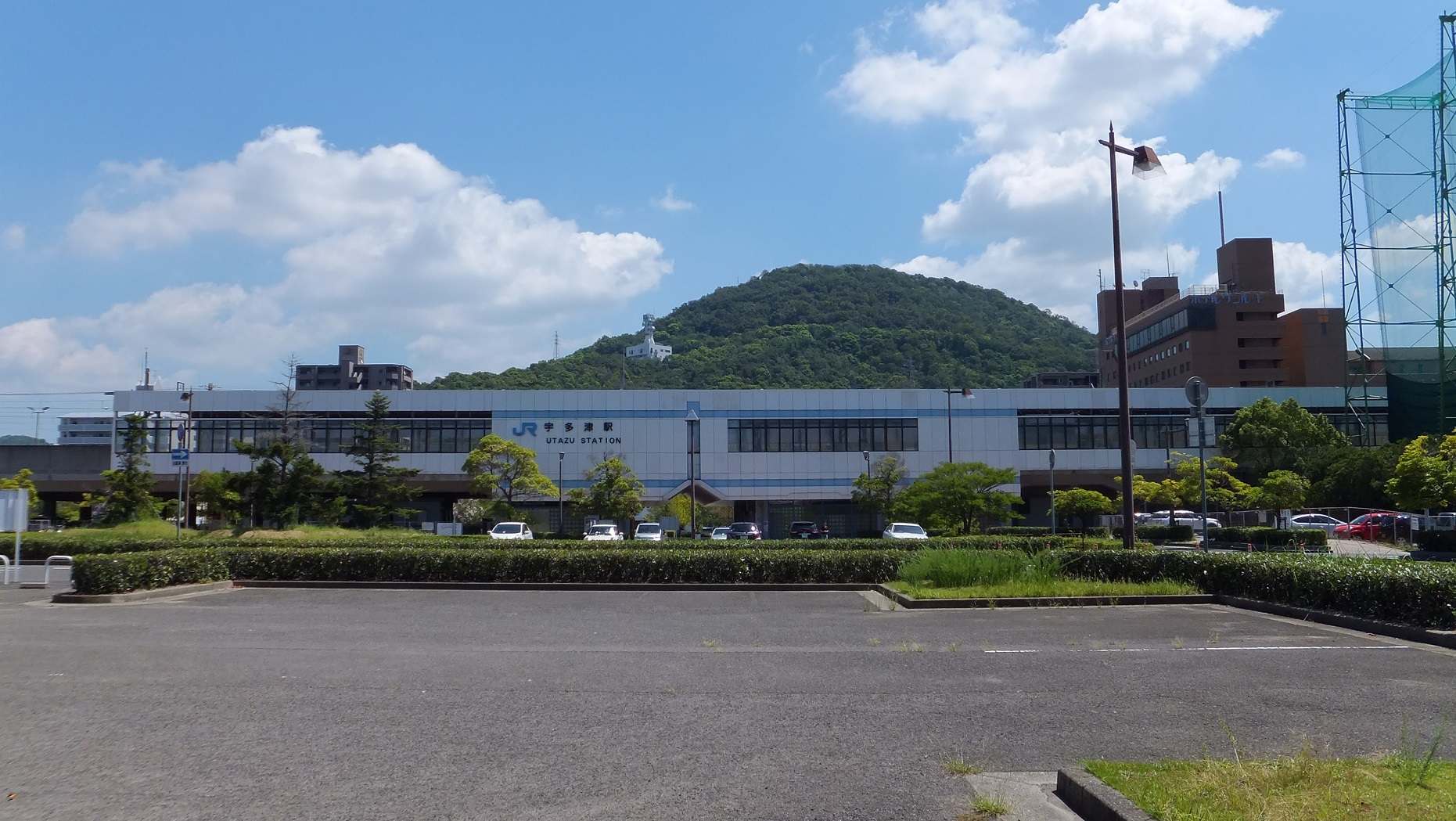
南口(2015年8月)

## 車站構造

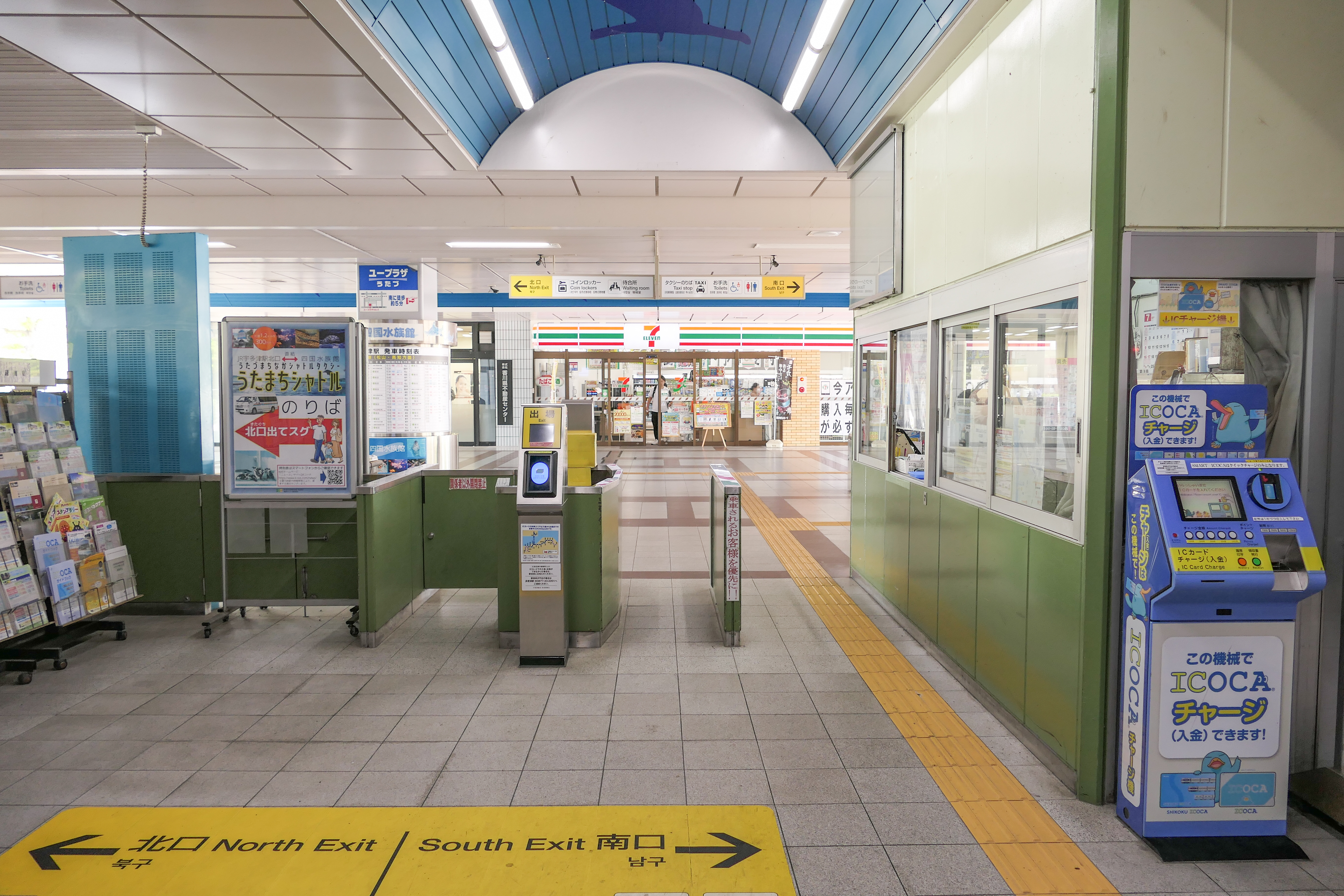
驗票口（2023年7月）

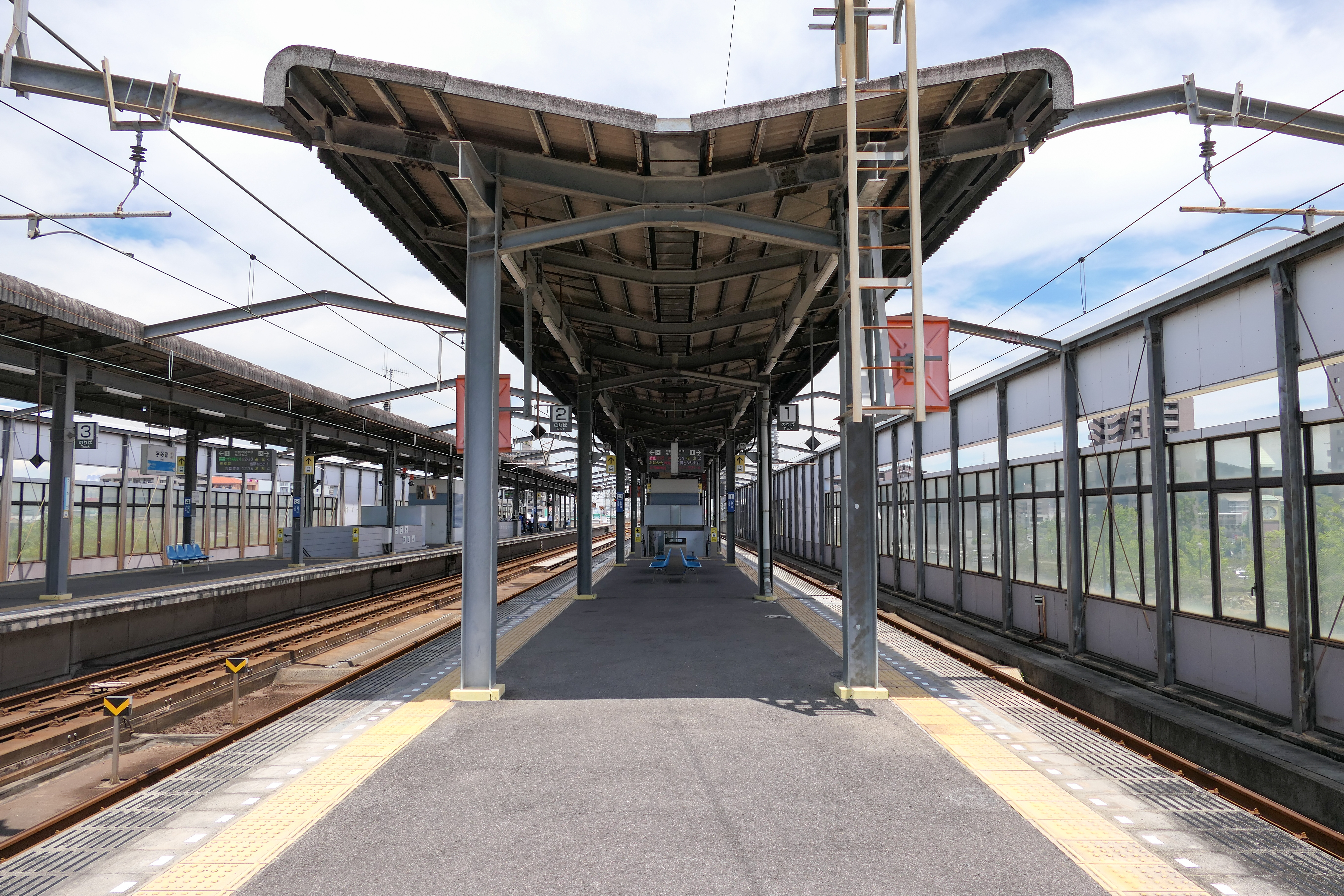
1號與2號月台（2023年7月）

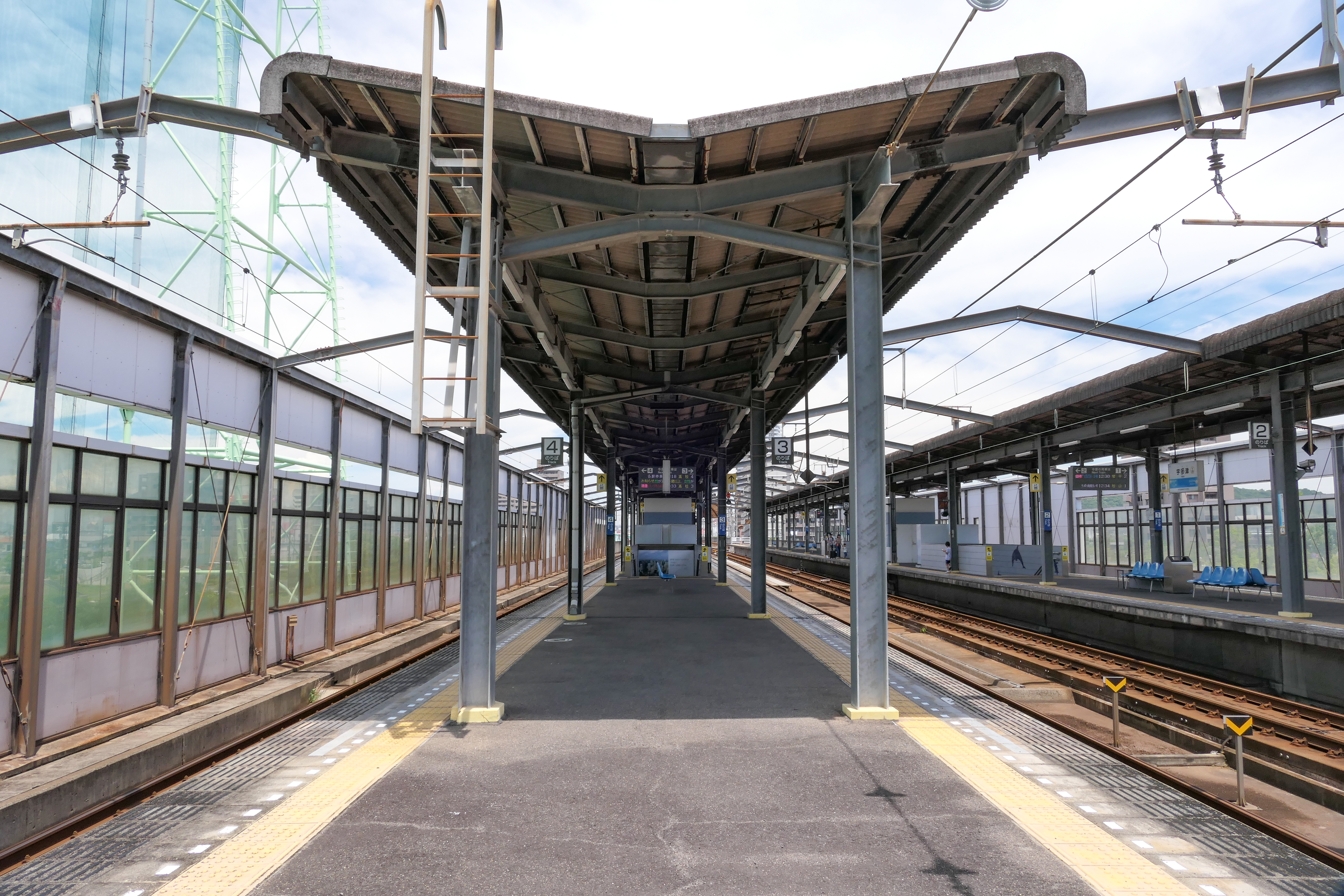
3號與4號月台（2023年7月）

為因應瀨戶大橋開幕而建成的第二代站舍，以鋼筋及水泥所建成的兩層建築物。地下為車站大堂、南北口自由通道、候車室、設有綠窗口的站務室、自動售票機、洗手間及JR四國子公司所開設的便利店四國便利商店。2014年3月1日起，在人手閘口加裝了ICOCA感應器，並且能在售票處購買ICOCA。
第1代為單層木製站舍，未棄用前曾是四國島上最古舊的車站站舍。
位於站舍2樓，是一個部份開放式的車站，旁邊為設有窗戶的水泥牆或膠板，除了兩邊各約1節月台為完全露天外，其餘部份均裝設月台上蓋。有效長度為8輛，由於需要預留位置作分割合併之用，因此長度比8輛稍長。
設有島式月台2個，提供2面4線配置的高架車站。由於月台寬度較窄，因此不設有小商店等的設備，樓梯及升降機均靠向丸龜站方向。

### 月台配置
| 月台 | 路線        | 方向 | 目的地                               | 備註                                              |
| ---- | ----------- | ---- | ------------------------------------ | ------------------------------------------------- |
| 1、2 | ■予讚線     | 下行 | 多度津、觀音寺、松山、琴平、高知方向 | 特急主要使用2號月台開出 一部分普通列車使用3號月台 |
| 3    | ■瀨戶大橋線 | -    | 岡山方向                             |                                                   |
| 3    | ■予讚線     | 上行 | 高松方向                             | 特急主要使用3號月台開出 只限「渦潮」使用2號月台   |
| 4    | ■予讚線     | 上行 | 高松方向                             | 特急主要使用3號月台開出 只限「渦潮」使用2號月台   |

## 使用情況
| 乘客人數 | 乘客人數    |
| 年度     | 1日平均人數 |
| -------- | ----------- |
| 2006     | 2,268       |
| 2007     |             |
| 2008     | 2,284       |
| 2009     | 2,144       |
| 2010     | 2,146       |
| 2011     | 2,135       |
| 2012     |             |
| 2013     | 2,205       |
| 2014     | 2,089       |
| 2015     | 2,156       |

## 相鄰車站
四國旅客鐵道（JR四國）
- 特急「潮風」「石鎚」、「Midnight EXP高松」、「Morning EXP高松」「南風」「四萬十」「渦潮」停靠站

■予讚線
■快速「Sunport」、■普通
坂出（Y08）－宇多津（Y09）－丸龜（Y10）
■瀨戶大橋線（本四備讚線）
■普通
兒島－宇多津（－丸龜）

## 外部連結
- JR四国（宇多津站）